# Ястребинская, Снежана Александровна
Снежана Александровна Ястребинская (1 января 2002, Кочубеевское, Ставропольский край) — российская футболистка, защитница клуба «Краснодар», выступала за сборную России.

## Биография
Воспитанница ДЮСШ «Олимпия» станицы Попутная Краснодарского края, тренер — Гаджи Муслимович Курбанмагомедов. С середины 2010-х годов занималась в младших командах клуба «Кубаночка» (Краснодар). В составе сборной Краснодарского края становилась бронзовым призёром первенства России среди 15-летних 2016 года финалисткой первенства России среди 17-летних 2017 года, бронзовым призёром первенства России среди 17-летних 2018 года, победительницей первенства России среди 19-летних 2019 года, серебряным призёром IX летней юношеской Спартакиады учащихся России (2019). С 2017 года играла за молодёжный состав «Кубаночки» в первом дивизионе России. В 2020 году со своей командой стала победительницей первого дивизиона, забив два гола в финальном матче против «Дончанки».
С 2019 года выступала за основную команду «Кубаночки». Дебютный матч в высшей лиге России сыграла 19 апреля 2019 года против клуба «Звезда-2005», заменив на 92-й минуте Елену Шестернёву. Всего в 2019 году приняла участие в 13 матчах и стала со своим клубом бронзовым призёром чемпионата России. С 2020 года продолжила играть за команду, преобразованную в ЖФК «Краснодар».
Выступала за юниорскую и молодёжную сборную России. В 2024 году дебютировала в основной сборной России в товарищеском матче против сборной Азербайджана 2 декабря 2024 года.